# Chauncey (Georgie)
Chauncey je město v Dodge County, v Georgii, ve Spojených státech amerických. V roce 2011 žilo ve městě 341 obyvatel.

## Demografie
Podle sčítání lidí v roce 2000 žilo ve městě 295 obyvatel, 111 domácností a 85 rodin. V roce 2011 žilo ve městě 176 mužů (51,8%), a 165 žen (48,2%). Průměrný věk obyvatele je 46 let.